# Mestrado
O mestrado é um grau académico atribuído por uma instituição de ensino superior. Na hierarquia dos graus académicos este grau situa-se, em regra, na segunda posição ascendente.

## Brasil
No Brasil, é um grau acadêmico de pós-graduação stricto sensu, que tem como objetivo, além de possibilitar uma formação mais profunda, preparar professores para lecionar em nível superior, seja em faculdades ou nas universidades e promover atividades de pesquisa. Um curso de pós graduação se destina a formar pesquisadores em áreas específicas do conhecimento. Há duas modalidades: o mestrado acadêmico e o mestrado profissional, sendo este último orientado pela Portaria MEC nº 389, de 23 de março de 2017. Seu passo seguinte será o doutorado, onde se capacitará como um pesquisador. Em algumas instituições, há também a livre-docência. Note-se, entretanto, que o mestrado não é pré-condição obrigatória para o ingresso no doutorado, alunos com um desempenho muito bom na graduação podem ser aceitos diretamente no doutorado. Esta aceitação depende da legislação particular de cada Universidade.
No Brasil se organiza da seguinte forma: os cursos de mestrados, assim como os de doutorado, são formados exclusivamente por professores doutores, com suas respectivas linhas de pesquisa e profunda experiência na sua área. O aluno propõe um projeto de pesquisa para ser aceito num determinado programa de seu interesse. A lista dos programas de pós-graduação no Brasil, com seus respectivos conceitos se encontra na página da CAPES.
Ao iniciar os estudos, sob a orientação de um doutor na área escolhida e durante um período, usualmente de dois a dois anos e meio, o aluno realiza pesquisas que deverão resultar em uma dissertação sobre um determinado assunto escolhido, com metodologia adequada ao desenvolvimento do trabalho. Além de frequentar disciplinas avançadas, que incluem uma parcela significativa de pesquisa bibliográfica individual, de leitura e de trabalho de interpretação, é desenvolvido um trabalho de pesquisa científica, que deve ser apresentado em forma dissertativa. Esta pesquisa pode ser realizada através de estudo de caso, de pesquisa de campo, em laboratório, etc. Através dela, acompanhando as últimas informações sobre o assunto, o aluno irá se introduzir em determinado tema. Este deverá ter sido aceito e considerado relevante pelos professores do curso de pós-graduação que esteja cursando, assim como deve estar em consonância de interesse com as linhas de pesquisa dos professores pesquisadores do curso e estar informado das principais conquistas do campo do estudo em nível internacional, o que exige o conhecimento de mais uma língua.
Além das disciplinas, o final do processo é marcado por uma avaliação na qual o candidato ao título de mestre deverá apresentar seu trabalho a uma banca examinadora, em geral de três professores, que o julgará medindo se o aluno adquiriu capacidade de desenvolver um trabalho autônomo, seguindo as regras da pesquisa e se desenvolveu um trabalho de destaque no campo escolhido. A banca examinadora é formada pelo professor orientador e dois professores convidados, especialistas no assunto tratado. Necessariamente um deles deverá ser de instituição de ensino superior distinta daquela em que se está cursando. Poderão ser convidados especialistas no assunto que não tenham título de Doutor, mas que tenham evidente contribuição naquele campo.

## Portugal
Em Portugal, o grau de mestre é o grau académico conferido na sequência da conclusão de um ciclo de estudos superiores, com uma duração de três ou quatro semestres, excepcionalmente de dois semestres.
Corresponde ao segundo ciclo de estudos do Processo de Bolonha.
A conclusão com sucesso da parte curricular do mestrado (denominada curso de mestrado) confere ao aluno um diploma.

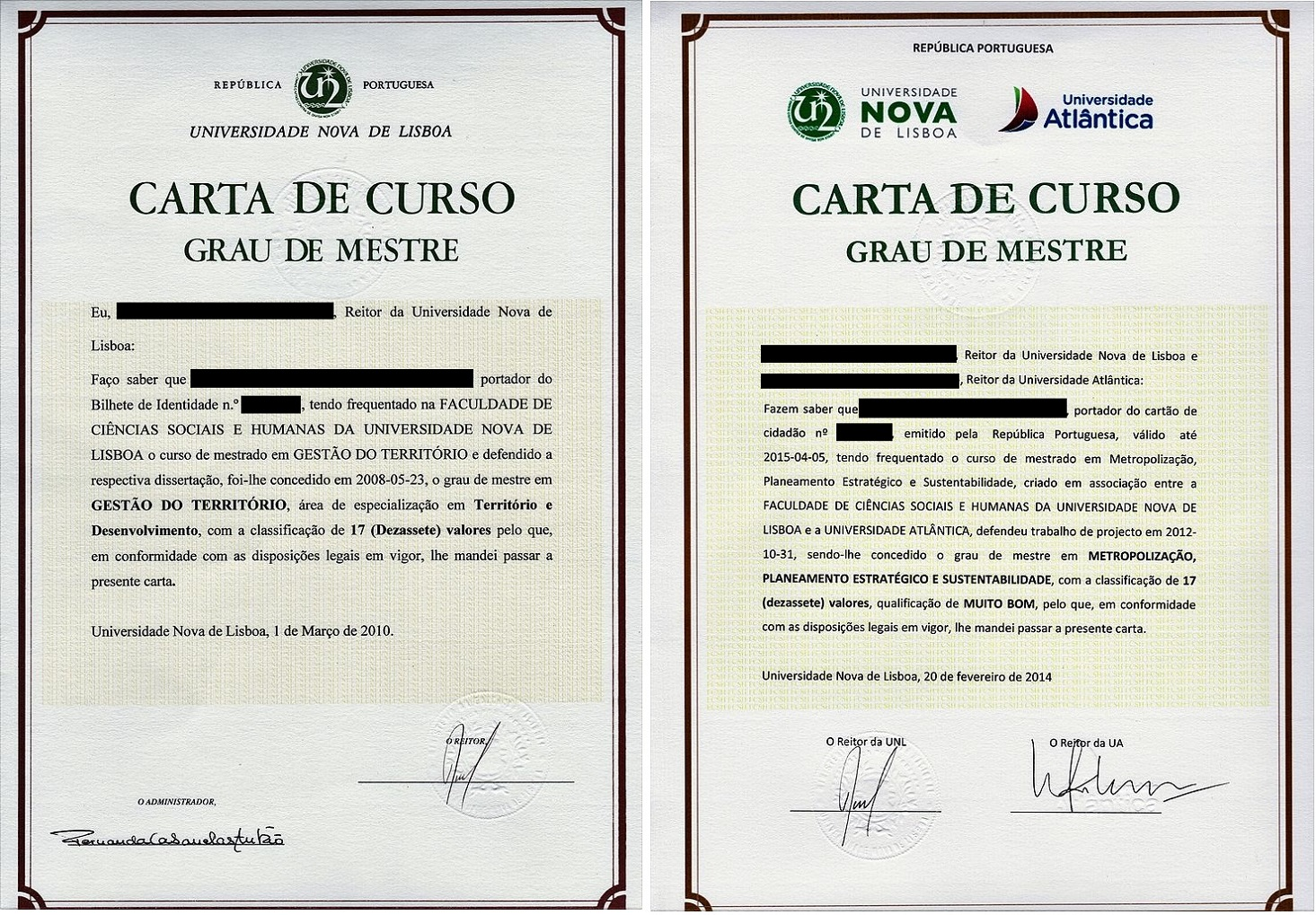
Em Portugal os diplomas que certificam o Grau de Mestre designam-se por Cartas de Curso

O ensino do mestrado é, em regra, assegurado exclusivamente por docentes doutores.
Durante o processo, é pedida a realização de um estudo teórico de natureza reflexiva, que consiste na ordenação de ideias sobre um determinado tema. A característica básica da dissertação é o cunho reflexivo-teórico. Dissertar é debater, discutir, questionar, expressar ponto de vista, qualquer que seja. É desenvolver um raciocínio, desenvolver argumentos que fundamentem posições. É polemizar, inclusive, com opiniões e com argumentos contrários aos nossos. É estabelecer relações de causa e consequência, é dar exemplos, é tirar conclusões, é apresentar um texto com organização lógica das ideias.
No final do processo, esta dissertação é alvo de uma avaliação, na qual o candidato ao título de Mestre deverá apresentar seu trabalho a um grupo de examinadores, em geral de três a cinco professores, que o julgará avaliando a sua capacidade de desenvolver um trabalho autónomo, seguindo as regras da pesquisa e de desenvolver um trabalho de destaque no campo escolhido.